# Tanzhochschule Stockholm

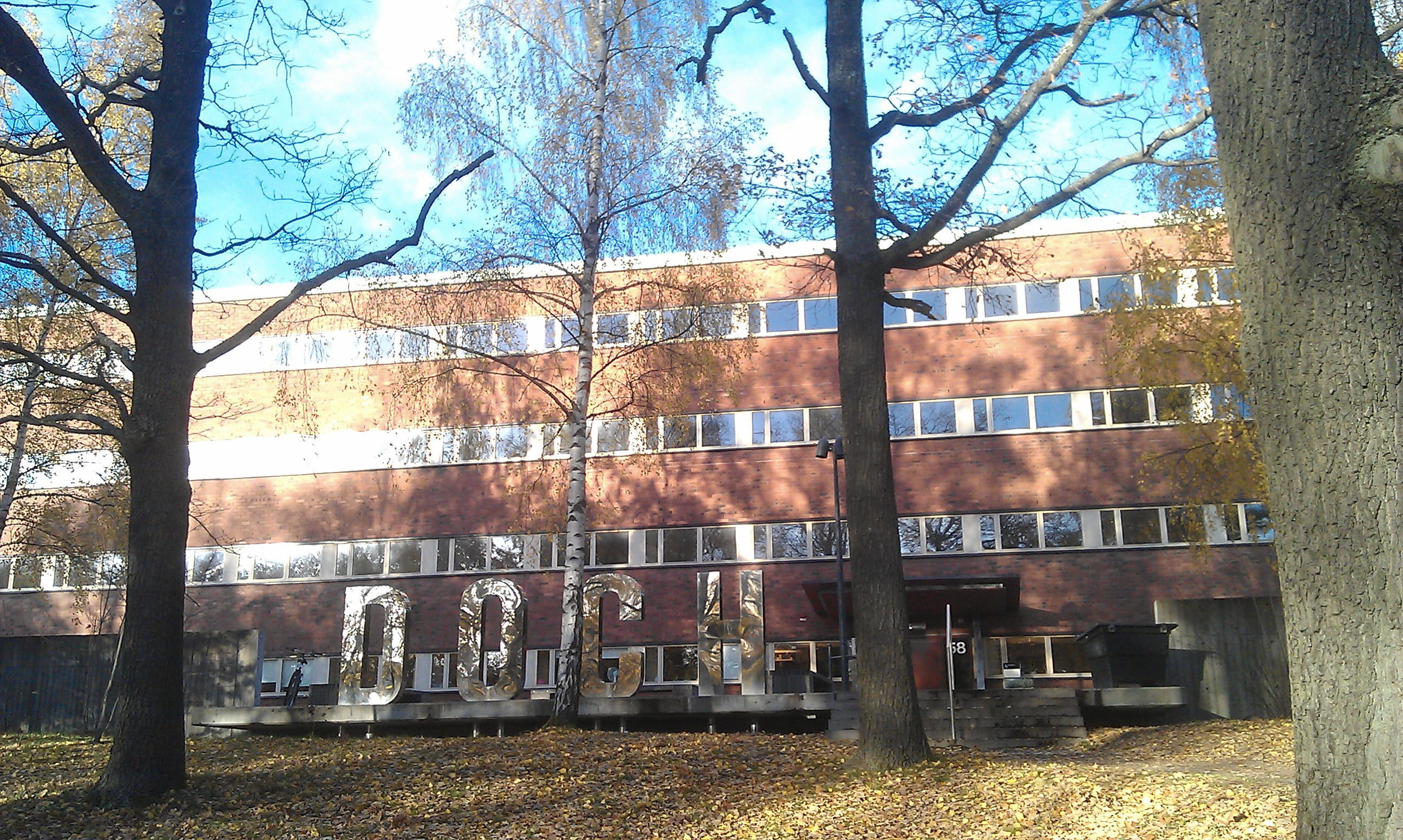
DOCH

Die Tanzhochschule Stockholm (schwedisch: Danshögskolan) war eine staatliche Tanzhochschule in Stockholm und die einzige ihrer Art in Schweden. Seit 2014 ist sie Teil der neu gegründeten Kunsthochschule Stockholm. Die renommierte Bildungseinrichtung schult Studenten in den Bereichen Tanz, Neu-Zirkus, Tanzpädagogik, Choreographie und Tanztherapie. Seitdem die Tanzhochschule um den Studienzweig Zirkus bereichert wurde, heißt sie offiziell DOCH (Dans Och Cirkus Högskolan).

## Berühmte Schüler und Lehrer
- Étienne Decroux
- Stanisław Brzozowski (Pantomime)